# 商丘东站
商丘东站（规划及建设阶段称商丘新区站），是商杭客运专线的一座中间站，位于中华人民共和国河南省商丘市商丘新区芒种桥乡苏楼村（行政上归属虞城县），由中国铁路郑州局集团商丘车站管辖，是规划京九高铁的重要站点和规划郑商城际、商周铁路、商济铁路的始发站，初期规模3000平方米，为二台四线式车站；远期规划8000平方米，设站台8座、到发线15条。2019年12月1日随京港高速线商合段启用。

## 车站布局

### 站房
商丘东站为两层结构，上进下出。进站层高出地面，并设有人工和自动售票窗口、进站口和候车室，旅客可以直接通过人脸识别和刷身份证进站。旅客可以乘车在进站层落客平台下车进站，也可以乘坐公交车在广场下车，乘扶梯到进站层进站口进站。到达层低于地面，毗邻地下通道和出站口。旅客到达站台下车后，经由地下通道出站，到达下沉广场。乘车上行的旅客，由进站层候车室进站后也需经由地下通道前往2号站台。由于既有京九线，以及下穿连霍高速的需要，商丘东站并非高架车站。

- 商丘东站候车室
- 出站口
- 建设中的商丘东站，原名商丘新区站（2017年2月）
- 商丘东站西侧京九线

### 站场

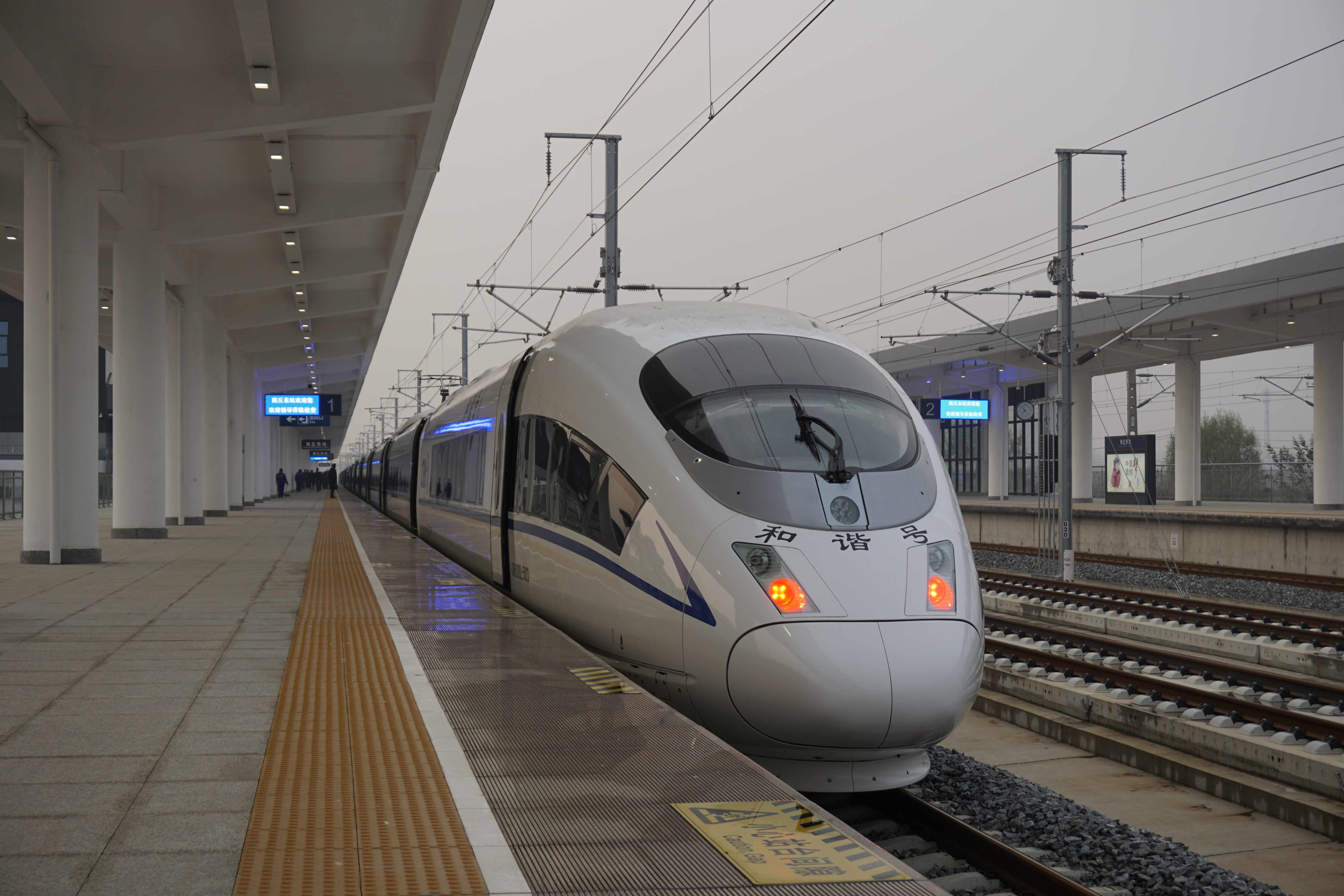
商丘东站站台，G4058次列车

商丘东站设有4条股道，其中正线2条，到发线2条。普速京九铁路在商杭客运专线西侧，京九铁路列车并不停靠商丘东站。
| 侧式站台 | 侧式站台                           |
| -------- | ---------------------------------- |
| 2站台    | 商杭客运专线往商丘方向（商丘站）   |
| 正线     | 商杭客运专线上行正线               |
| 正线     | 商杭客运专线下行正线               |
| 1站台    | 商杭客运专线往杭州东方向（芦庙站） |
| 侧式站台 |                                    |

## 旅客列车目的地
开通初期有G4085、G4086、G4076、G4090四个车次停靠商丘东站，始发终到站分别是G4085郑州东到合肥南，G4086合肥南到郑州东，G4076上海虹桥到南阳东，G4090合肥南到郑州东。
2019年12月30日进行的全国铁路调图，增加了G3155开往安庆，G1901、G859开往福州，G3175开往上海虹桥，G3167合肥南，G1878、G3152、G3160开往西安北，G1902开往兰州西，G3252开往南阳东等车次停靠商丘东站。

## 接驳交通

### 公交

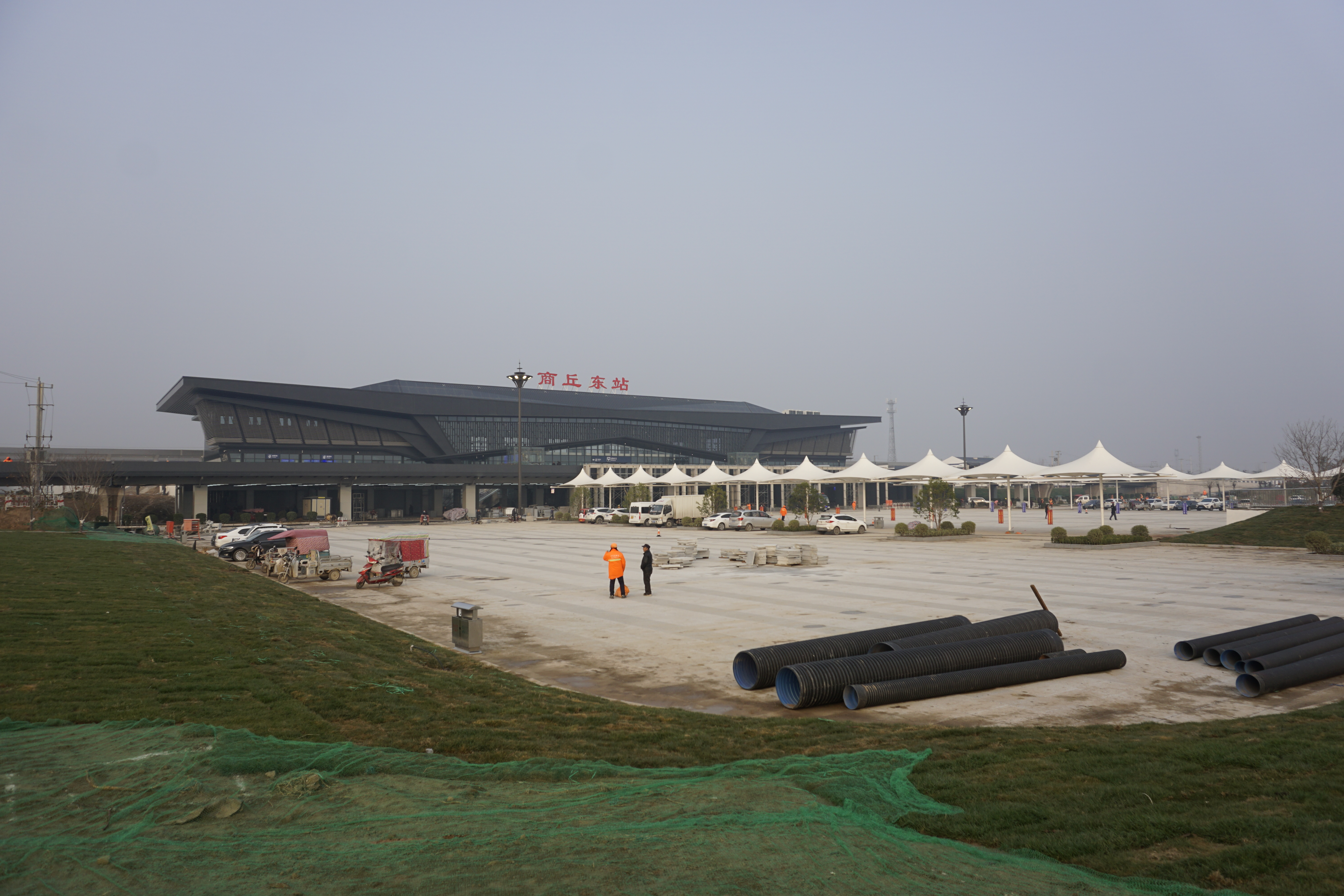
商丘东站站前广场

商丘高铁东站东广场北侧设有公交车站，共有四条线路从商丘高铁东站始发终到。

31 路：火车站--神火大道--长江路--豫苑路--北海路--商都大道--商丘高铁东站

83 路：商丘高铁站--胜利路--凯旋路--站前路--火车站--神火大道--华商大道--富商大道--商都大道--商丘高铁东站

103 路：商丘古城北门口--北海路--华夏路--华商大道--商都大道--商丘高铁东站--乡道--田老家

105 路：商丘高铁站--凯旋路--站前路--民主路--睢阳大道--长江路--豫苑路--南京路--商丘南站--江华路--木兰大道--富商大道--商丘高铁东站
| 商丘高铁东站： \| 线路号 \| 运营系统 \| 首末站 \| 首末站 \| 备注 \| \| ------ \| -------- \| ------------ \| ------ \| ---- \| \| 31路 \| 商丘公交 \| 商丘高铁东站 \| 火车站 \| \| \| 83路 \| 商丘公交 \| 商丘高铁东站 \| 高铁站 \| \| \| 103路 \| 商丘公交 \| 田老家 \| 北门口 \| \| \| 103路 \| 商丘公交 \| 商丘高铁东站 \| 高铁站 \| \| |          |              |        |      |
| 线路号 | 运营系统 | 首末站       | 首末站 | 备注 |
| 31路 | 商丘公交 | 商丘高铁东站 | 火车站 |      |
| 83路 | 商丘公交 | 商丘高铁东站 | 高铁站 |      |
| 103路 | 商丘公交 | 田老家       | 北门口 |      |
| 103路 | 商丘公交 | 商丘高铁东站 | 高铁站 |      |